# 三八式十二糎榴弾砲

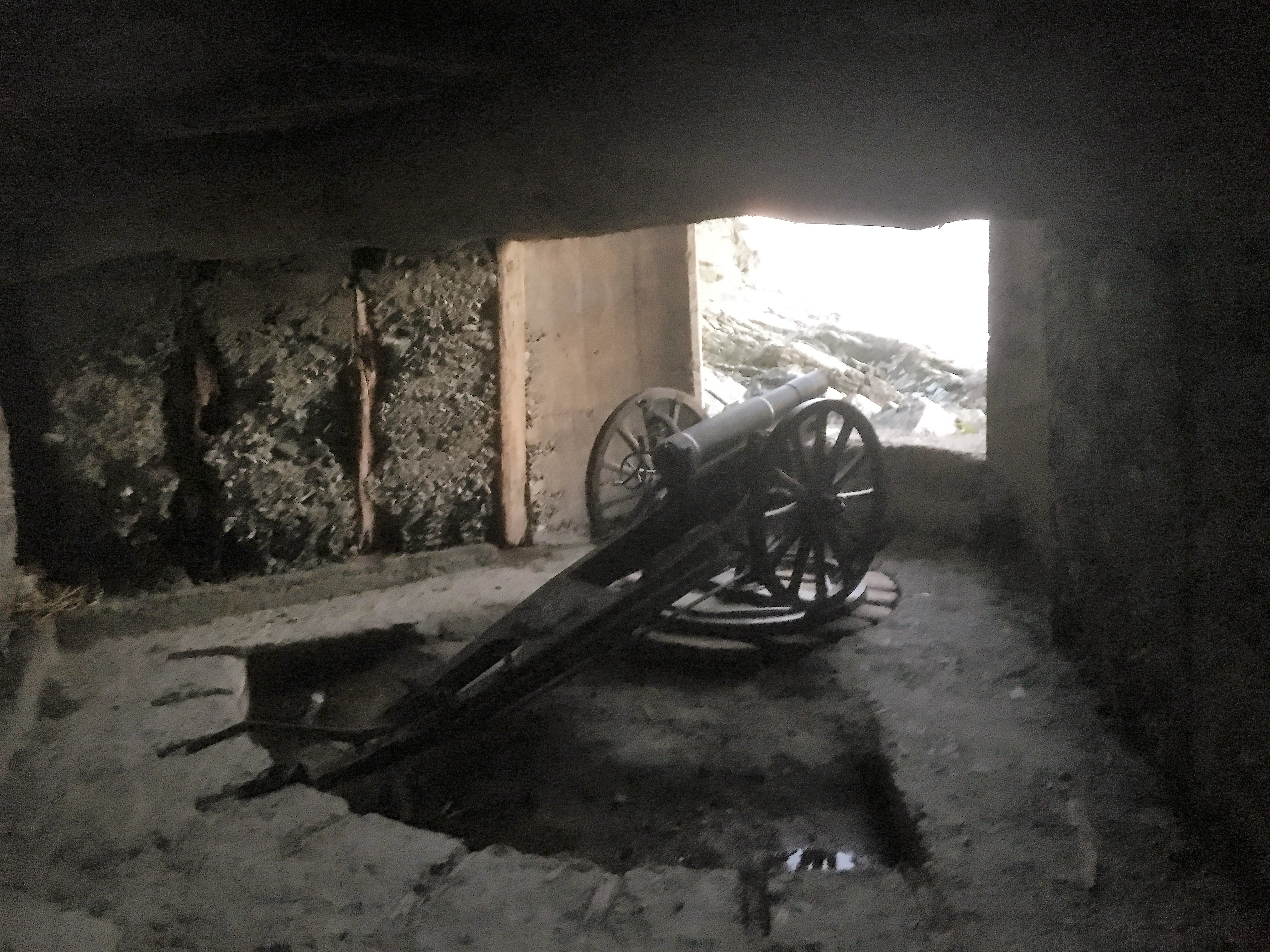
佐田岬砲台の穹窖砲台内部に設置されたレプリカの三八式十二糎榴弾砲

三八式十二糎榴弾砲（さんはちしきじゅうにせんちりゅうだんほう）は、大日本帝国が1911年（明治44年）に制式制定した榴弾砲。

## 概要
1904年（明治37年）、日露戦争の開戦に伴い、日本陸軍がドイツのクルップ社に砲身後座式の近代火砲を数種発注したうちの一つ。駐退機を持たない克式十二珊榴弾砲を補完〜更新する目的の、野戦重砲兵向けの中量級榴弾砲である。
クルップでは、日本陸軍の要望に合わせて若干の修正を加えたものの既存モデルの設計を流用して直ちに製造に取り掛かり、翌1905年（明治38年）には発注数を揃えて出荷したものの、日本に到着したのは奉天会戦よりも後であり、日露戦争の戦場には間に合わなかった。
その後、改めて日本国内で審査を行い、若干の改正を施して1911年（明治44年）をもって三八式十二珊榴弾砲として制式制定され、昭和に入って三八式十二糎榴弾砲と改称された。
閉鎖機は段隔螺式で、装薬可変式の分離薬筒を用いる。装薬は一号方形薬と無煙小銃薬の2種を混用する珍しい方式で、一号装薬は一号方形薬300g、無煙小銃薬175gの薬嚢を接続したまま薬莢に装填し、二号装薬では一号方形薬（主嚢）のみ、三号装薬では無煙小銃薬（副嚢）のみを装填する。
比較的重量が軽いため野砲と同じ6馬輓曳で運動でき、野戦重砲としては運動性が高かった。
しかし、採用以降、日本陸軍では12cm榴弾砲を兵器体系から外してしまっており、十二榴は輸入在庫のみで国産化はされず、また後継砲も作られず、本砲も予備兵器に近い扱いであまり活用されなかった。
本砲の初陣は1937年（昭和12年）、日中戦争に伴い野戦重砲兵第五旅団隷下の野戦重砲兵第十二連隊の一部に配備されて出征したが、弾種が威力に乏しい榴霰弾と対ベトン用の破甲榴弾のみで通常榴弾の用意がなく、ほとんど榴弾砲としての用を為さなかった。野戦重砲兵第十二連隊は1939年（昭和14年）に復員したが、装備砲は前年新編された第二十三師団隷下の野砲兵第十三連隊に、現用装備の配備までの間に合わせの訓練機材として引き継がれた。野砲兵第十三連隊はノモンハン事件の勃発により本砲を持って参加したが、7月1日よりの両岸攻撃時にやはり性能不足を露呈し、7月中旬に砲兵団司令部の指揮下に入ったのを機に隷下3個大隊の三八式十二糎榴弾砲を第I大隊に集中し、第I大隊の野砲を第II・第III大隊に配属した。この再編後、第I大隊は砲があまりに性能不足のため最前線には出せず、他の参加砲兵各隊が軒並み壊滅している中、皮肉にもほとんど無傷で事件を終えた。
この他にも本砲を保管あるいは使用していた部隊は存在した。1940年（昭和15年）5月に九一式十糎榴弾砲及び各種野砲と同時に九八式榴弾が制定されたときの榴弾図面及び解説文書の送付先として、兵器本部(66通)、関東軍(23通)の他に支那派遣軍(7通)、北支那方面軍(27通)、南支那方面軍(5通)、等が見受けられる。豊予要塞をはじめとする要塞にも配備され、同文書も18通が要塞向けに送付された。海軍向けにも2通が送付されている。全体の送付数は167通であった。
大戦末期には、旧式の本砲を自走化して機動力を与え再活用する試みとして、九五式軽戦車の車台に搭載した試製四式十二糎自走砲 ホトがつくられた。